# Oscinella nutans
Oscinella nutans är en tvåvingeart som beskrevs av Becker 1913. Oscinella nutans ingår i släktet Oscinella och familjen fritflugor. Inga underarter finns listade i Catalogue of Life.